# Challenger Salinas 2012
Il Challenger Salinas 2012 è stato un torneo professionistico di tennis maschile giocato sulla terra rossa. È stata la 17ª edizione del torneo che fa parte dell'ATP Challenger Tour nell'ambito dell'ATP Challenger Tour 2012. Si è giocato a Salinas in Ecuador dal 27 febbraio al 4 marzo 2012.

## Partecipanti

### Teste di serie
| Nazionalità     | Giocatore              | Ranking* | Testa di serie |
| --------------- | ---------------------- | -------- | -------------- |
| Spagna          | Daniel Gimeno Traver   | 100      | 1              |
| Italia          | Paolo Lorenzi          | 102      | 2              |
| Argentina       | Horacio Zeballos       | 116      | 3              |
| Francia         | Augustin Gensse        | 160      | 4              |
| Francia         | Guillaume Rufin        | 180      | 5              |
| Spagna          | Iván Navarro           | 196      | 6              |
| Rep. Dominicana | Víctor Estrella Burgos | 199      | 7              |
| Argentina       | Martín Alund           | 217      | 8              |

- Ranking al 20 febbraio 2012.

### Altri partecipanti
Giocatori che hanno ricevuto una wild card:
- Júlio César Campozano
- Juan Carvajal
- Diego Hidalgo
- Juan-Sebastian Vivanco

Giocatori passati dalle qualificazioni:
- Guillermo Durán
- Iván Endara
- Maximiliano Estévez
- Kevin Kim

## Campioni

### Singolare
Guido Pella ha battuto in finale  Paolo Lorenzi con il punteggio di 1–6, 7–5, 6–3

### Doppio
Martín Alund /  Horacio Zeballos hanno battuto in finale  Ariel Behar /  Carlos Salamanca con il punteggio di 6–3, 6–3